# Посљедњи скретничар узаног колосјека
Посљедњи скретничар узаног колосјека је југословенски драмски филм из 1986. године сценаристе и редитеља Весне Љубић.

## Радња
У малом босанском насељу Брезови дани уска железница је жила куцавица тог места. Она им је једини контакт са светом. На њој раде генерације железничара искрено волећи свој посао. Невоље настају кад стигне наредба о укидању те пруге.
Филм је посвећен ускотрачној прузи и људима који су у своје време позив железничара љубављу и ентузијазмом, као и изузетним осећајем моралне одговорности, подигли до високо уважаваних вредности.
Користи се последња прилика да, казујући о возовима наше младости, о малом ћири, сакупи по пругама и железничким станицама преостале вагоне, машине, скретнице, и да заувек забележи многе детаље који ће веома брзо нестати и постати музејска прошлост.

## Улоге
| Глумац                   | Улога            |
| ------------------------ | ---------------- |
| Велимир Бата Живојиновић | Марко Мргуд      |
| Зијах Соколовић          | Срећко Зец       |
| Милан Срдоч              | Ђед Перо         |
| Боро Стјепановић         | Мартин Судар     |
| Мустафа Надаревић        | Мунго            |
| Каћа Ћелан               | Лућа             |
| Лидија Стевановић        | Стака            |
| Јадранка Матковић        | Јапанолија       |
| Јасна Бери               | Клара            |
| Едо Љубић                | Копецки          |
| Наташа Вученовић         | Гроздана         |
| Анђелко Шаренац          | Хамо             |
| Харис Пашовић            | Професор         |
| Жељко Кецојевић          | Машиновођа       |
| Бранка Аличехајић        | Жена             |
| Рејхан Демирџић          | Путник са фесом  |
| Сенад Башић              | Радник           |
| Изудин Бајровић          | Радник           |
| Зијад Ханџић             | Фратар           |
| Иванка Татар - Жалица    | Путница          |
| Шпела Розин              | Репортерка       |
| Ранко Гучевац            | Железничар       |
| Вехид Гунић              | Репортер         |
| Семир Курт               | Мали Перо        |
| Наташа Иванчевић         |                  |
| Фрањо Ликар              | Путник           |
| Златан Сарачевић         | Рмпалија у возу  |
| Ведран Смаиловић         | Диригент         |
| Иван Врхунц              | Ложач локомотиве |